# Marian Anderson: The Lincoln Memorial Concert
Marian Anderson: The Lincoln Memorial Concert is een concertfilm die het concert toont dat de Afro-Amerikaanse zangeres Marian Anderson gaf voor de Lincoln Memorial in Washington D.C. op 9 april 1939. Ze hield dit concert omdat ze door haar huidskleur werd geweigerd op te treden in de DAR Constitution Hall.